# ديسكوغرافيا مايلي سايرس
هذه هي أعمال الفنانة الأمريكية مايلي سايرس التي تتضمن ستة ألبومات أستديو، ألبومان حيان، وأسطوانة مطولة واحدة، 8 أغاني منفردة، 12 فديو موسيقي، وألبومان للأفلام.

## الألبومات

### ألبومات الإستديو
| السنة | الألبوم | ذروة المواقع في مراكز سباقات الأغاني | ذروة المواقع في مراكز سباقات الأغاني | ذروة المواقع في مراكز سباقات الأغاني | ذروة المواقع في مراكز سباقات الأغاني | ذروة المواقع في مراكز سباقات الأغاني | ذروة المواقع في مراكز سباقات الأغاني | ذروة المواقع في مراكز سباقات الأغاني | ذروة المواقع في مراكز سباقات الأغاني | ذروة المواقع في مراكز سباقات الأغاني | الشهادات | المبيعات |
| السنة | الألبوم | الولايات المتحدة                     | كندا                                 | المملكة المتحدة                      | أستراليا                             | نيوزيلندة                            | النرويج                              | إسبانيا                              | إيرلندا                              | فرنسا                                | الشهادات | المبيعات |
| ----- | --- | ------------------------------------ | ------------------------------------ | ------------------------------------ | ------------------------------------ | ------------------------------------ | ------------------------------------ | ------------------------------------ | ------------------------------------ | ------------------------------------ | --- | --- |
| 2007  | التقي مايلي سايرس - الإصدار: 22 يونيو 2007 - شركة الإنتاج: تسجيلات هوليوود                                            | 1                                    | 3                                    | 9                                    | 19                                   | -                                    | -                                    | 14                                   | -                                    | -                                    | - : ×3 أسطوانة بلاتينية - : أسطوانة بلاتينية - : أسطوانة ذهبية                                                          | - : 3,200,000 - : 70,000 - : 200,000 - : 5,000 - : 4,500,000                                                 |
| 2008  | الخروج - الإصدار: 22 يوليو 2008 - شركة الإنتاج: تسجيلات هوليوود                                                       | 1                                    | 1                                    | 10                                   | 1                                    | 2                                    | 15                                   | 7                                    | -                                    | 30                                   | - : أسطوانة بلاتينية - : أسطوانة بلاتينية - : أسطوانة ذهبية - : أسطوانة بلاتينية - : أسطوانة بلاتينية - : أسطوانة ذهبية | - : 1,536,000 - : 70,000 - : 300,000 - : 15,000 - : 15,000 - : 40,000 - : 42,000 - : 2,800,000+              |
| 2010  | لا يمكن ترويضي - الإصدار:21 يونيو 2010 - شركة الإنتاج: تسجيلات هوليوود                                                | 3                                    | 2                                    | 8                                    | 5                                    | 2                                    | 8                                    | 1                                    | 5                                    | 13                                   | - : أسطوانة ذهبية - : أسطوانة ذهبية - : أسطوانة بلاتينية - : أسطوانة بلاتينية - : أسطوانة بلاتينية - : أسطوانة ذهبية    | - :430,000+ - :50,000+ - :30,000+ - :40,000+ - : 60,000+ - : 65,000+ - : 10,000+ - : 150,000+ - : 1,500,000+ |
| 2013  | بانغرز - الإصدار: 8 أكتوبر 2013 - شركة الإنتاج: تسجيلات آر سي آيه                                                     | 1                                    | 1                                    | 4                                    | 1                                    | 9                                    | 1                                    | 3                                    | 1                                    | 2                                    | - : ×3 أسطوانة بلاتينية - : أسطوانة ذهبية - : أسطوانة ذهبية - : أسطوانة ذهبية - : أسطوانة ذهبية - : أسطوانة بلاتينية    | - :1,003,000+                                                                                                |
| 2015  | مايلي سايروس و حيواناتها الاليفة الميتة - الإصدار: 30 أغسطس 2015 - شركة الإنتاج: تسجيلات آر سي أيه وشركة سمايلي مايلي | —                                    | —                                    | —                                    | —                                    | —                                    | —                                    | —                                    | —                                    | —                                    | — | — |
| 2017  | أصغر الآن - الإصدار: 29 سبتمبر 2017 - شركة الإنتاج: تسجيلات آر سي إيه                                                 | 5                                    | 3                                    | 8                                    | 2                                    | 4                                    | 9                                    | -                                    | 5                                    | -                                    | - : أسطوانة ذهبية - : أسطوانة ذهبية                                                                                     | - :33,000 |
| 2020  | بلاستك هارتس - الإصدار: 27 نوفمبر 2020 - شركة الإنتاج: تسجيلات آر سي إيه                                              | 2                                    | 1                                    | 4                                    | 3                                    | 2                                    | 6                                    | -                                    | 3                                    | -                                    | - : أسطوانة فضية - : أسطوانة ذهبية                                                                                      | - :20,000 |

### الألبومات الحية
| السنة | الألبوم | ذروة المواقع في مراكز سباقات الأغاني | ذروة المواقع في مراكز سباقات الأغاني | ذروة المواقع في مراكز سباقات الأغاني | ذروة المواقع في مراكز سباقات الأغاني | ذروة المواقع في مراكز سباقات الأغاني | ذروة المواقع في مراكز سباقات الأغاني |
| السنة | الألبوم | [ 5 ]                                | [ 6 ]                                | [ 7 ]                                | [ 8 ]                                | [ 9 ]                                | [ 10 ]                               |
| ----- | --- | ------------------------------------ | ------------------------------------ | ------------------------------------ | ------------------------------------ | ------------------------------------ | ------------------------------------ |
| 2008  | هانا مونتانا & مايلي سايرس:حفلة أفضل ما في العالمين الموسيقية Hannah Montana & Miley Cyrus: Best of Both Worlds Concert - الإصدار: 11 مارس، 2008 - شركة الإنتاج: تسجيلات والت ديزني | 3                                    | 3                                    | 29                                   | 16                                   | 27                                   | 46                                   |
| 2009  | iTunes Live from London - الإصدار: 12 مايو، 2009 - شركة الإنتاج: تسجيلات هوليوود | —                                    | —                                    | —                                    | —                                    | —                                    | —                                    |
| 2015  | بانغرز تور - الإصدار: 12 مارس، 2015 - شركة الإنتاج: آرس سي إيه | 1                                    | 1                                    | 1                                    | 2                                    | 1                                    | 2                                    |

### الأغاني المطولة
| السنة | الألبوم                                                                                      | ذروة المواقع في مراكز سباقات الأغاني | ذروة المواقع في مراكز سباقات الأغاني | ذروة المواقع في مراكز سباقات الأغاني | ذروة المواقع في مراكز سباقات الأغاني | ذروة المواقع في مراكز سباقات الأغاني | ذروة المواقع في مراكز سباقات الأغاني | الشهادات |
| السنة | الألبوم                                                                                      | [ 11 ]                               | [ 8 ]                                | [ 12 ]                               | [ 10 ]                               | [ 13 ]                               | المملكة المتحدة                      | الشهادات |
| ----- | -------------------------------------------------------------------------------------------- | ------------------------------------ | ------------------------------------ | ------------------------------------ | ------------------------------------ | ------------------------------------ | ------------------------------------ | --- |
| 2009  | أوقات حياتنا The Time of Our Lives - الإصدار: 31 أغسطس، 2009 - شركة الإنتاج: تسجيلات هوليوود | 2                                    | 11                                   | 9                                    | 6                                    | 9                                    | 17                                   | - : أسطوانة بلاتينية - : أسطوانة ذهبية - : أسطوانة بلاتينية - : أسطوانة بلاتينية - : أسطوانة ذهبية - : أسطوانة ذهبية - : أسطوانة ذهبية |

### ألبومات أغاني الأفلام
| السنة | الألبوم | ذروة المواقع في مراكز سباقات الأغاني | ذروة المواقع في مراكز سباقات الأغاني | ذروة المواقع في مراكز سباقات الأغاني | ذروة المواقع في مراكز سباقات الأغاني | ذروة المواقع في مراكز سباقات الأغاني | الشهادات |
| السنة | الألبوم | [ 20 ]                               | [ 21 ]                               | [ 22 ]                               | [ 23 ]                               | [ 24 ]                               | الشهادات |
| ----- | --- | ------------------------------------ | ------------------------------------ | ------------------------------------ | ------------------------------------ | ------------------------------------ | --- |
| 2009  | هانا مونتانا:الفيلم Hannah Montana:The Movie - الإصدار: 23 مارس، 2009 - شركة الإنتاج: تسجيلات والت ديزني                 | 1                                    | 1                                    | 6                                    | 1                                    | 1                                    | - : ×2 أسطوانة بلاتينية - : أسطوانة بلاتينية - : أسطوانة بلاتينية - : أسطوانة بلاتينية - : أسطوانة بلاتينية |
| 2010  | الأغنية الأخيرة: أغاني الفيلم The Last Song: Original Soundtrack - الإصدار:23 مارس، 2010 - شركة الإنتاج: تسجيلات هوليوود | 80                                   | —                                    | —                                    | —                                    | —                                    | |

## الأغاني المنفردة
| السنة | الأغنية                                        | ذروة المواقع في مراكز سباقات الأغاني | ذروة المواقع في مراكز سباقات الأغاني | ذروة المواقع في مراكز سباقات الأغاني | ذروة المواقع في مراكز سباقات الأغاني | ذروة المواقع في مراكز سباقات الأغاني | ذروة المواقع في مراكز سباقات الأغاني | ذروة المواقع في مراكز سباقات الأغاني | ذروة المواقع في مراكز سباقات الأغاني | ذروة المواقع في مراكز سباقات الأغاني | ذروة المواقع في مراكز سباقات الأغاني | الشهادات                                                                        | الألبوم              |
| السنة | الأغنية                                        | [ 21 ] [ 26 ]                        | [ 21 ] [ 27 ]                        | [ 7 ]                                | [ 28 ] [ 29 ]                        | [ 30 ]                               | [ 31 ]                               | [ 32 ]                               | [ 33 ]                               | [ 34 ]                               | [ 35 ]                               | الشهادات                                                                        | الألبوم              |
| ----- | ---------------------------------------------- | ------------------------------------ | ------------------------------------ | ------------------------------------ | ------------------------------------ | ------------------------------------ | ------------------------------------ | ------------------------------------ | ------------------------------------ | ------------------------------------ | ------------------------------------ | ------------------------------------------------------------------------------- | -------------------- |
| 2007  | "أراك مرة أخرى See You Again"[أ]               | 10                                   | 4                                    | 11                                   | 6                                    | 38                                   | 13                                   | 52                                   | 11                                   | —                                    | —                                    | - : أسطوانة بلاتينية - : أسطوانة ذهبية                                          | التقي مايلي سايرس    |
| 2007  | "أبدأ من جديد Start All Over"                  | 68                                   | 91                                   | —                                    | 41                                   | —                                    | —                                    | —                                    | —                                    | —                                    | —                                    |                                                                                 | التقي مايلي سايرس    |
| 2008  | "7أشياء 7 Things"                              | 9                                    | 13                                   | 25                                   | 10                                   | 44                                   | 26                                   | 17                                   | 24                                   | —                                    | 8                                    | - : أسطوانة ذهبية                                                               | الخروج               |
| 2008  | "ذبابة على الحائط Fly on the Wall"             | 84                                   | 73                                   | 16                                   | 54                                   | 57                                   | 23                                   | 62                                   | —                                    | —                                    | —                                    |                                                                                 | الخروج               |
| 2009  | "التسلق The Climb"                             | 4                                    | 5                                    | 11                                   | 5                                    | 25                                   | 11                                   | 41                                   | 12                                   | 46                                   | 5                                    | - : ×3 أسطوانة بلاتينية - : أسطوانة بلاتينية - : أسطوانة فضية - : أسطوانة ذهبية | هانا مونتانا: الفيلم |
| 2009  | "حفلة في الولايات المتحدة Party in the U.S.A." | 2                                    | 3                                    | 11                                   | 6                                    | 17                                   | 5                                    | —                                    | 3                                    | 32                                   | 12                                   | - : 4× أسطوانة بلاتينية - : أسطوانة بلاتينية - : أسطوانة بلاتينية               | أوقات حياتنا         |
| 2010  | "عندما أنظر إليك When I Look at You"           | 16                                   | 24                                   | 79                                   | 19                                   | —                                    | 42                                   | —                                    | 27                                   | —                                    | —                                    |                                                                                 | أوقات حياتنا         |
| 2010  | "لا يمكن ترويضي Can't Be Tamed"                | 8                                    | 6                                    | 13                                   | 14                                   | 31                                   | 5                                    | 29                                   | 8                                    | 12                                   | 4                                    | - : أسطوانة ذهبية - : أسطوانة بلاتينية                                          | لا يمكن ترويضي       |
| 2010  | "من يملك قلبي Who Owns My Heart"               | —                                    | —                                    | —                                    | —                                    | —                                    | —                                    | —                                    | —                                    | —                                    | —                                    |                                                                                 | لا يمكن ترويضي       |